# Cheongyang
Cheongyang (Cheongyang-gun, âm Hán Việt: Thanh Dương quận) là một huyện ở tỉnh Chungcheong Nam, Hàn Quốc. Huyện này có diện tích 479,57 km², dân số năm 2003 là 37.194 người. Huyện này có đặc sản tiêu gochu. Ở đây có Cao đẳng tỉnh Cheongyang.

## Nhân vật nổi tiếng
- Kim Hye-su: nữ Diễn viên
- Hong Seok-cheon
- Lee Jae Jin: thành viên nhóm F.T Island

## Đơn vị kết nghĩa
- Seocho-gu, Hàn Quốc